# Aoede (satelit)
Aoede /a.o'e.de/, cunoscut și sub numele de Jupiter XLI, este un satelit natural al lui Jupiter. A fost descoperit de o echipă de astronomi de la Universitatea din Hawaii condusă de Scott S. Sheppard⁠(d) în 2003. A primit denumirea temporară S/2003 J 7.  
Aoede are aproximativ 4 kilometri în diametru, și orbitează în jurul lui Jupiter la o distanță medie de 23.044.000 km în 714,657 zile, la o înclinație de 160° față de ecliptică (162° față de ecuatorul lui Jupiter), într-o direcție retrogradă și cu o excentricitate de 0,4311.
A fost numit în martie 2005 după Aœde, una dintre cele trei muze originale. Aœde a fost muza cântecului și a fost o fiică a lui Zeus (Jupiter) cu Mnemosyne. 
Aoede aparține grupului Pasiphae, sateliți retrograzi neregulați care orbitează în jurul lui Jupiter la distanțe cuprinse între 22,8 și 24,1 Gm, și cu înclinații cuprinse între 144,5° și 158,3°.